# 吉田インターチェンジ (広島県)
吉田インターチェンジ（よしだインターチェンジ）は、広島県安芸高田市にある東広島高田道路（向原吉田道路・-）のインターチェンジである。

## 道路
東広島高田道路（向原吉田道路・-）

## 接続する道路
国道54号

## 沿革
- 2025年（令和7年）5月25日：向原IC - 吉田ICの開通に伴い供用開始[1]
- 未定：吉田IC（仮称）- 安芸高田市美土里町横田間の開通

## 周辺
- 安芸高田市役所
- 吉田総合病院
- 広島県立吉田高等学校
- 道の駅三矢の里あきたかた
- 安芸高田市歴史民俗博物館
- 吉田郡山城跡

## 隣
向原IC - 吉田IC -（計画路線）- 安芸高田市美土里町横田（中国自動車道高田IC付近）